# 이준혁 (태권도인)
이준혁(李峻爀, 1962년 11월 17일~)은 미국의 무술가로, 태권도 9단이자, 태권도 학교인 블랙 벨트 월드(Black Belt World)의 창립자이다.
그는 세간에 미국 최고의 10대 무술가 중 한 명으로도 불리며, 7시간 만에 1인치 두께의 판자 5,000개를 부수는 세계 기록을 보유하고 있다.